# 瓦倫廷·瓦夏諾維奇
瓦倫廷·瓦夏諾維奇（烏克蘭語：Васянович Валентин Миколайович；1971年7月21日—）是烏克蘭電影導演。

## 生平
瓦夏諾維奇主修攝影與紀錄片，曾擔任2014年於第67屆坎城影展國際影評人週單元中首映之電影《過於寂靜的喧囂》的攝影、剪接及製片。
2019年，瓦夏諾維奇以第4部劇情長片《末日荒蕪詩篇》於第76屆威尼斯影展地平線單元中首映，並獲得地平線單元最佳影片獎，並代表烏克蘭角逐奧斯卡最佳國際影片獎，惟未獲提名。2021年，他執導的第5部長片《噩夢倒影》獲選為第78屆威尼斯影展正式競賽片。

## 電影作品

### 劇情長片
- 2013年：
  - 《處之泰然》(Звичайна справа)
  - 《書櫃（烏克蘭語：Креденс (фільм)）》(Креденс)
- 2017年：《黑色水平》(Рівень чорного)
- 2019年：《末日荒蕪詩篇（烏克蘭語：Атлантида (фільм, 2019)）》(Атлантида)
- 2021年：《噩夢倒影（烏克蘭語：Відблиск (фільм, 2021)）》(Відблиск)

## 外部連結
- 瓦倫廷·瓦夏諾維奇在互联网电影资料库（IMDb）上的資料（英文）